# Квир-лев
«Квир-лев» (англ. Queer Lion), также «Голубой лев», — специальная награда Венецианского кинофестиваля, вручаемая с 2007 года лучшим фильмам, посвящённым теме гомосексуальности и квир-культуры.

## История создания
В 2003 году президент ассоциации CinemArte Даниэль Касагранде по просьбе журнала Venezia News взял интервью у директора Венецианского кинофестиваля Морица де Хадельна. В ходе интервью Касагранде поинтересовался у де Хадельна, будет ли Венецианский кинофестиваль приветствовать создание специального приза за произведения с гомосексуальной тематикой, как это уже было сделано на Берлинском кинофестивале 20 лет назад (премия «Тедди»). Несмотря на положительный ответ, в связи со сменой директора кинофестиваля, произошедшей на следующий год, проект долгое время не был реализован. Тем не менее новый директор кинофестиваля Марко Мюллер объявил об учреждении нового приза в 2007 году.
Даниэль Касагранде, стоящий у истоков кинопремии «Квир-лев», ежегодно принимает участие в работе жюри кинофестиваля в качестве координатора. В 2008 году жюри возглавлял известный итальянский режиссёр Тинто Брасс.

## Приз
Картина-призёр выбирается из всего спектра представленных на фестивале фильмов (как конкурсных, так и вне конкурса). Призом кинопремии является золотая пластина с изображением венецианского льва, крылья которого украшены радужными флагами — международным символом ЛГБТ-движения.
«Квир-лев» также вручается за карьерные достижения: в 2009 году специальная награда досталась режиссёру Энгу Ли, а в 2022 году — Себастьену Лифшицу.

## Лауреаты
| Год  | Фильм                               | Оригинальное название        | Режиссёр                   | Страна                                                   | Прим.  |
| ---- | ----------------------------------- | ---------------------------- | -------------------------- | -------------------------------------------------------- | ------ |
| 2007 | «Скорость жизни»                    | The Speed of Life            | Эдвард Радтке              | США                                                      | [ 4 ]  |
| 2007 | «Сыщик» (Особое упоминание)         | Sleuth                       | Кеннет Брана               | США                                                      | [ 4 ]  |
| 2008 | «Другая планета»                    | Un altro pianeta             | Стефано Туммолини          | Италия                                                   | [ 5 ]  |
| 2009 | «Одинокий мужчина»                  | A Single Man                 | Том Форд                   | США                                                      | [ 6 ]  |
| 2010 | «В будущем»                         | En el futuro                 | Мауро Андрицци             | Аргентина                                                | [ 7 ]  |
| 2011 | «Саломея Уайльда»                   | Wilde Salome                 | Аль Пачино                 | США                                                      | [ 8 ]  |
| 2012 | «Тяжесть»                           | 무게                         | Чон Гюхван                 | Республика Корея                                         | [ 9 ]  |
| 2013 | «Филомена»                          | Philomena                    | Стивен Фрирз               | Великобритания                                           | [ 10 ] |
| 2014 | «Летние ночи»                       | Les Nuits d'été              | Марио Фанфани              | Франция                                                  | [ 11 ] |
| 2015 | «Девушка из Дании»                  | The Danish Girl              | Том Хупер                  | Великобритания                                           | [ 12 ] |
| 2016 | «Каменное сердце»                   | Hjartasteinn                 | Гутмундур Арнар Гудмундсон | Исландия                                                 | [ 13 ] |
| 2017 | «Марвин, или прекрасное воспитание» | Marvin ou la belle éducation | Анн Фонтен                 | Франция                                                  | [ 14 ] |
| 2018 | «Хосе»                              | José                         | Чэн Ли                     | Гватемала · США                                          | [ 15 ] |
| 2019 | «Принц»                             | El Principe                  | Себастьян Муньос           | Чили                                                     | [ 16 ] |
| 2020 | «Мир грядущий»                      | The World to Come            | Мона Фастволд              | США                                                      | [ 17 ] |
| 2021 | «Последняя глава»                   | La dernière séance           | Джанлука Матаррезе         | Италия · Франция                                         | [ 18 ] |
| 2022 | «В моей шкуре»                      | Aus meiner Haut              | Алекс Шаад                 | Германия                                                 | [ 19 ] |
| 2023 | «Домоводство для начинающих»        | Домаќинство за почетници     | Горан Столевски            | Северная Македония · Польша · Хорватия · Сербия · Косово | [ 20 ] |
| 2024 | «Душа пустыни»                      | Alma del desierto            | Моника Табоада-Тапия       | Колумбия · Бразилия                                      | [ 21 ] |